# オズヴァルト・ポール
オズヴァルト・ルートヴィヒ・ポール（Oswald Ludwig Pohl, 1892年6月30日 - 1951年6月7日）は、ドイツの政治家、官僚、軍人。
ナチス親衛隊 (SS) の経済部門の責任者であった。強制収容所の管理者でもあり、強制収容所の運営にも責任を負う。最終階級は親衛隊大将及び武装親衛隊大将 (Obergruppenführer und General der Waffen-SS)。

## 経歴

### 一次大戦まで
1892年、デュースブルクに鍛冶屋ヘルマン・オットー・エミール・ポール（Hermann Otto Emil Pohl）の息子として生まれた。8人兄弟のうちの第5子だった。1912年に学校を卒業したあと、1912年4月初めにドイツ海軍に入隊した。ドイツ国内のキールやヴィルヘルムスハーフェンで勤務したほか、西インド諸島や東南アジアの植民地でも勤務している。第一次世界大戦では、バルト海やフランドルに配属された。また海軍学校に入り、1918年4月には主計将校となり、海軍主計大尉の階級で敗戦を迎えることとなった。

### 一次大戦後、ナチ党入党
戦後はキール大学で法律と国学を学び、再建されたヴァイマール共和制下のドイツ海軍に入り直した。1924年からはスヴィネミュンデ（現ポーランド・シフィノウイシチェ）で勤務した。海軍には親衛隊で本格的な活動をする直前の1934年1月31日まで所属した。海軍における最終階級は海軍大佐であった。
この間、政治活動も盛んに行い、1920年には義勇軍「レーヴェンフェルト」に入隊し、上シレジアとルール地方で義勇軍活動をした。1923年から国家社会主義ドイツ労働者党（ナチ党）に秘密入党していたが、正式な入党は1926年2月22日だった（党員番号30842）。1926年から突撃隊 (SA) 隊員となり、キールに突撃隊支部を作るのに功績があった。突撃隊内では1933年までに突撃隊少佐まで昇進している。ナチ党のキール市議会議員にも当選した。

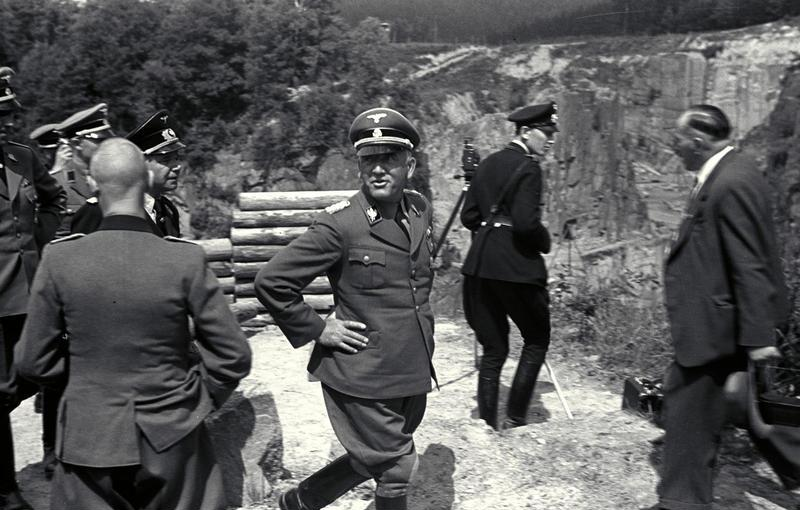
1941年4月、マウトハウゼン強制収容所視察中のポール（中央）

### 親衛隊入隊
ナチ党が政権を掌握した後の1933年5月にはじめてハインリヒ・ヒムラーと会見。ヒムラーはポールの経済学の知識を評価し、親衛隊上級大佐の階級で親衛隊に迎えた。親衛隊本部の管理局（親衛隊の経済問題を所管）に所属し、1934年2月1日には管理局の局長に就任した。当時親衛隊特務部隊や強制収容所は親衛隊本部の下に属していたため、経済担当の立場からその監督にも関与した。
1939年4月30日にはポールの経済部門が親衛隊本部から独立し、「管理及び経済本部」 (Hauptamt Verwaltung und Wirtschaft)となり、ポールはその長官に任じられた。また1939年4月20日には内務省次官に任じられており、また内務省内の「予算および建設本部」(Hauptamt Haushalt und Bauten) の長官も兼務した。DESTやDAWはじめ様々な親衛隊企業を起こし、その経営にあたった。強制収容所の運営にも引き続き関与した。

### 親衛隊経済管理本部長官
1942年2月1日には「予算および建設本部」と「経済および行政本部」が統一されて経済管理本部 (Wirtschafts-Verwaltungshauptamt, WVHA) が新設され、ポールがその本部長となる。1942年3月16日の命令により強制収容所監督部隊（司令官リヒャルト・グリュックス）が、SS作戦本部配属からポールのWVHA配属に移された。以降、強制収容所はWVHAのD局となり、正式にポールの傘下となった。これは強制収容所のもともとの意味であった隔離施設としての面よりも、総力戦体制構築が進むにつれて、奴隷労働力の供給源としての側面の方が重視されるようになっていった事を示している。
ポール以下親衛隊経済管理本部は奴隷労働力として強制収容所囚人やユダヤ人を重視しており、彼らの死亡率を下げる努力は常に行っていた。一方労働できなくなったユダヤ人は絶滅対象であった。ソビボル絶滅収容所、トレブリンカ絶滅収容所、ベウジェツ絶滅収容所、ヘウムノ絶滅収容所といった絶滅収容所特化の収容所は彼の管轄下ではなかったが、彼の管轄下の強制収容所のうちアウシュヴィッツ＝ビルケナウ強制収容所とマイダネク強制収容所にガス室が設置され、ここでは到着したユダヤ人を働ける者と働けない者に選別する作業が行われていた。働けないユダヤ人は即ガス室へ送られた。働けるユダヤ人は収容所で収容されて軍需産業の労働力として徹底的に動員されていた。また経済管理本部は収容所に到着したユダヤ人たちから金銭、宝石、金時計、金の入れ歯などの所有物を取り上げ、これらをドイツ帝国銀行に引き渡していた。
1942年4月20日にポールは親衛隊大将に昇進する。また1942年12月、最初の妻と離婚してIG・ファルベン社の下部企業であるヘキスト (Hoechster Farbwerke) 創設者の未亡人エレオノーレ・フォン・ブリューニング (Eleonore von Brüning) と再婚している。

### 戦後

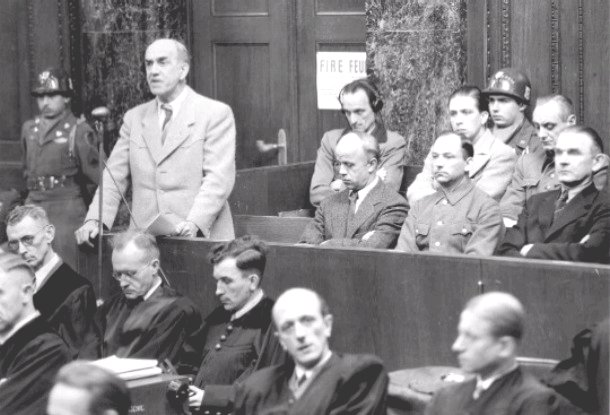
ニュルンベルク継続裁判の際のポール

第二次世界大戦に敗戦したあと、ポールは、バイエルン州のブレーメンの近くで農場労働者に化けて身を隠していたが、1946年5月27日にイギリス軍に見つけ出されて逮捕された。取り調べの際、イギリス軍人とアメリカ軍人から拷問を受けた。椅子に縛りつけられ、意識を失うほど殴る蹴るの暴行を受け、ヴァルター・フンクの有罪を証明する文書を出すと約束させられた。
ニュルンベルク裁判で証人として召喚されるなどしたのち、ポール自身も1947年11月3日にアメリカのニュルンベルク継続裁判にかけられ、「人道に背く罪」や「戦争犯罪」で有罪となり死刑を宣告された。3年半、ランツベルクの死刑独房で過ごし、収監中の1950年には『Credo. Mein Weg zu Gott』（信条。私の道は神への道）をカトリック教会の許可を得て出版している。1951年6月7日にランツベルク・アム・レヒのランツベルク刑務所で刑死した。

## キャリア

### 親衛隊階級[1]
- 1933年9月9日、親衛隊上級大佐
- 1935年6月1日、親衛隊少将
- 1937年1月30日、親衛隊中将
- 1942年4月20日、親衛隊大将及び武装親衛隊大将

### 受章
- 二級鉄十字章（1914年版）（Eisernes Kreuz (1914) II. Klasse）
- 前線戦士名誉十字章（Ehrenkreuz für Frontkämpfer）
- 一級および二級シレジア鷲（Schlesischer Adler II. und I. Stufe）
- 黄金ナチ党員バッジ（Goldenes Parteiabzeichen der NSDAP）
- ナチ党勤続章銀章（Dienstauszeichnung der NSDAP in Silber）
- 一級及び二級剣付き戦功十字章（Kriegsverdienstkreuz (1939) mit Schwertern II. und I. Klasse）
- 剣付き騎士十字戦功十字章（Ritterkreuz des Kriegsverdienstkreuzes mit Schwertern）
- ドイツ十字章銀章（Deutsches Kreuz in Silber）
- 親衛隊全国指導者名誉長剣（Ehrendegen des RFSS）
- 親衛隊名誉リング（SS-Ehrenring）